# Hillebola

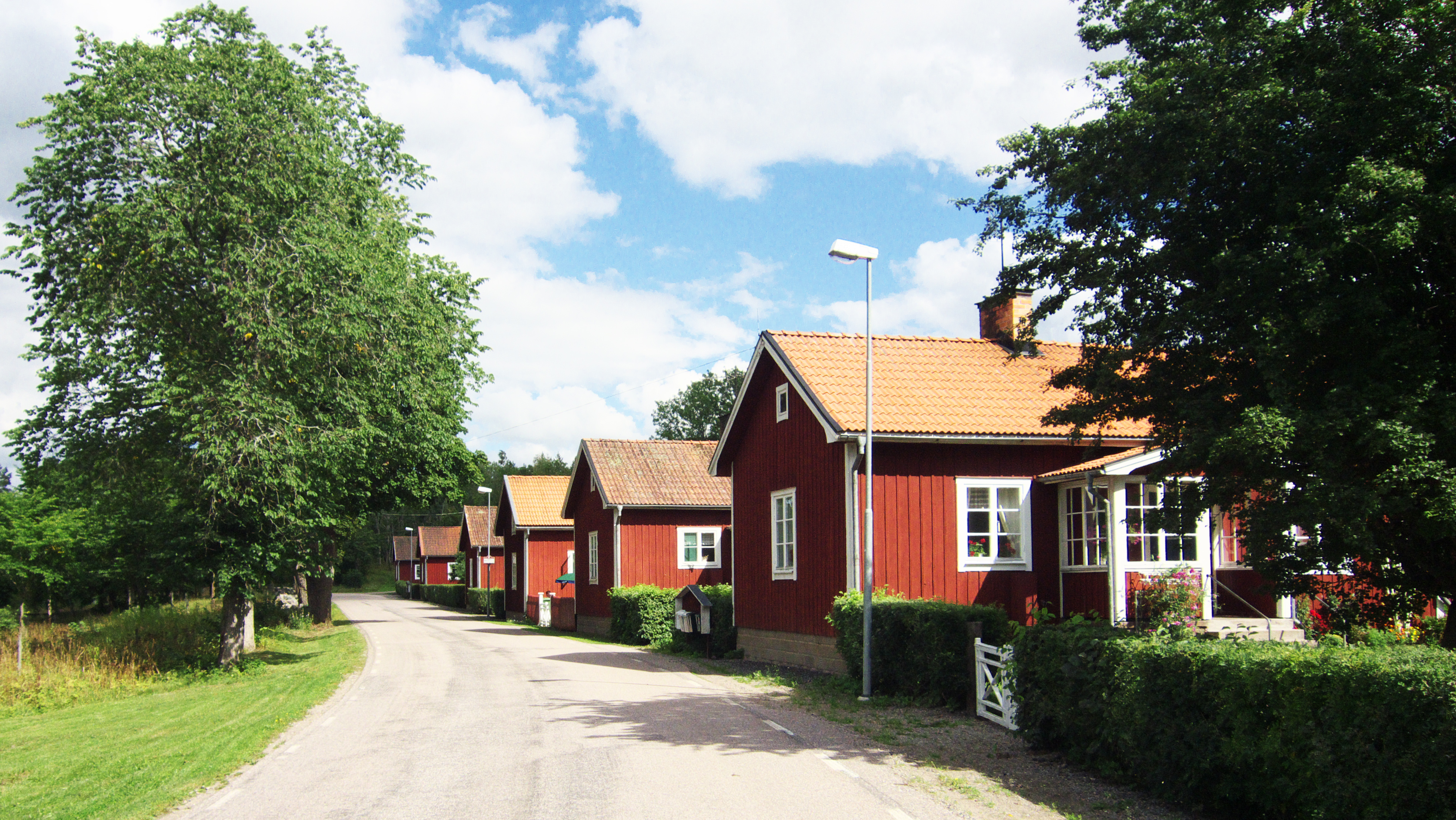
Länsväg C 717, bruksgatan i Hillebola.

Hillebola är en ort i Österlövsta socken i Tierps kommun i norra Uppland.
Hillebola omtalas som by första gången i markgäldsförteckningen 1312 med sju skattskyldiga hushåll. Under 1500-talet omfattade byn 4 mantal skattejord.
Hillebola var det minsta  vallonbruket i Norduppland. Det anlades 1640 av Henrik Lemmens och köptes av familjen de Geer 1734. Bruket lades ner 1882 och har idag förlorat delar av den forna bruksbebyggelsen.